# La Recherche de l'absolu
La Recherche de l'absolu (em português, A Procura do Absoluto) é um romance de 1834 que integra os  "estudos filosóficos" (Études philosophiques) da Comédie humaine do autor francês Honoré de Balzac.
O tema do "pensamento matando o pensador", isto é, uma ideia fixa que se apodera do personagem, perpassa várias obras da Comédia Humana, mormente aquelas colocadas entre os Estudos Filosóficos, como A Obra-Prima Ignorada e Gambara. Neste romance, o químico Baltasar Claes deseja descobrir a matéria mãe de todas as matérias e de tudo que há nos reinos animal, vegetal e mineral. Para isso, ele sacrifica sua família, fortuna, honra e saúde. Balzac estudou Química para escrever o livro, mas chegou a ser acusado de igualar essa ciência à alquimia. Esta crítica não se sustenta, contudo outra sim: apesar de Claes levar a família à bancarrota várias vezes, sua filha sempre consegue repor a fortuna, deixando-a até maior.